# Lac McArthur
Le lac McArthur est un lac situé dans le nord de l'Ontario, à environ 40 km au sud de la ville de Timmins.
Le lac se situe dans le district de Temiskaming et se compose de 13 îles, trois péninsules principales et de trois baies principales.
Plus de 20 camps et chalets sont construits sur la côte ouest du lac McArthur. Les chalets ferment habituellement vers octobre et rouvrent quand la neige et la glace fondent. On y pratique la pêche pour le doré jaune et le grand brochet, ainsi que le kayak ou le canotage.
La plupart du front de mer est rocheux. Le lac est d'environ 1,5 km2, et atteint une profondeur d'environ 10 m, près des îles de Bleuets et Maziic. La température moyenne de l'eau est de 25 °C en juillet et de 14 °C en octobre.
Le climat étant très extrême, on y trouve très peu d'arbres à feuilles caduques. Les cèdres et les peupliers y sont communs, ainsi que les sapins baumiers et divers types de pins. L'île des Bleuets est la seule place où l'on peut trouver des myrtilles dans la région du lac. La faune à cet endroit se compose entre autres de lapins, de geais bleus et de mésanges.